# Schweinekrieg (Staten Island)

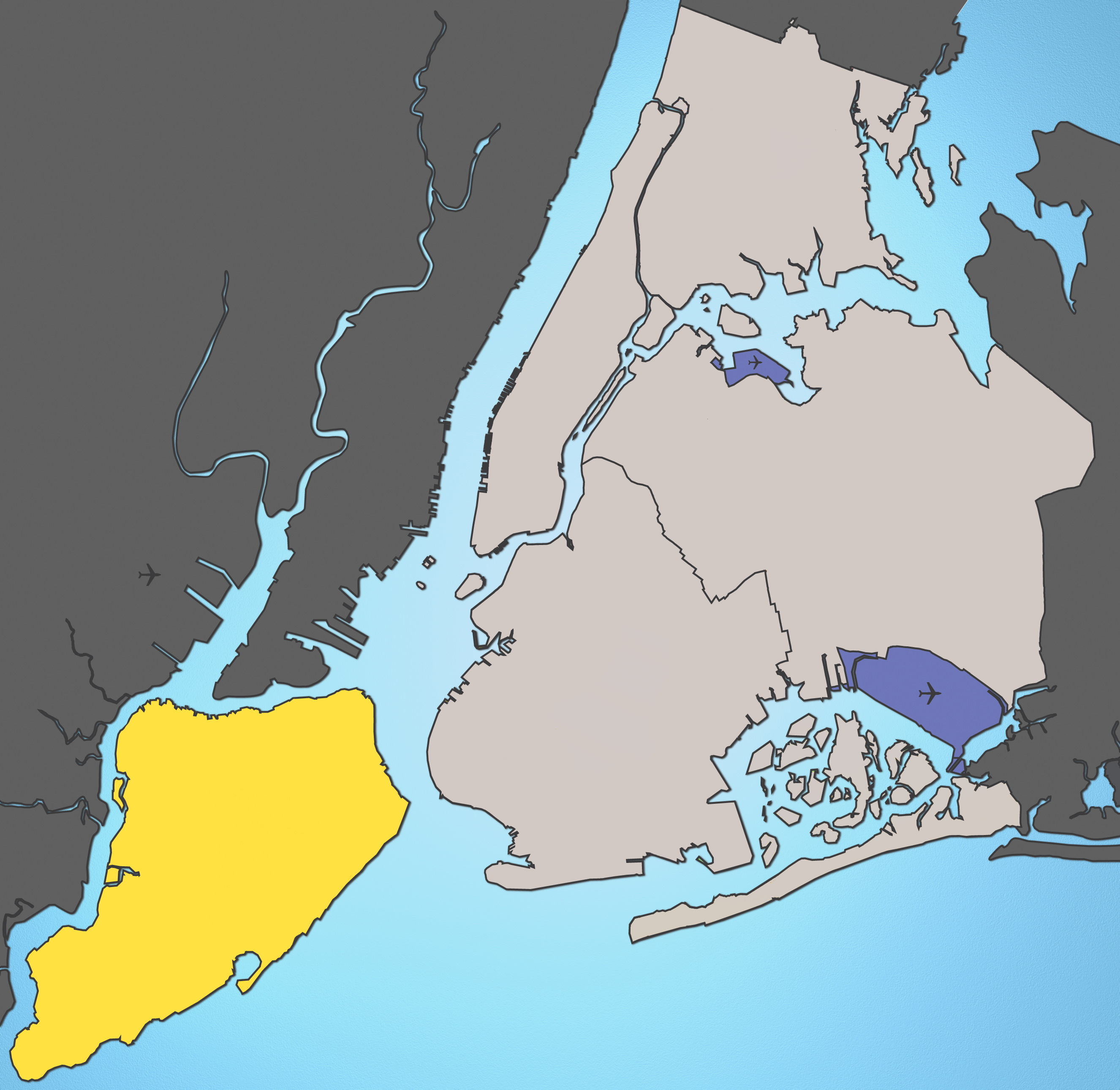
Staten Island (gelb) liegt im Südwesten von New York City.

Der Schweinekrieg (engl.: Pig War) von 1640 war ein bewaffneter Konflikt, der zwischen Niederländern und Indianern in Nieuw Nederland, der niederländischen Kolonie in Nordamerika, ausbrach.
Die Niederländer in der jungen Kolonie wurden per Gesetz zum Landkauf von den Indianern verpflichtet, doch üblicherweise waren Alkohol und Betrügereien im Spiel. Selbst wenn der Kaufvertrag rechtmäßig war, gab es Probleme durch die unterschiedliche Rechtsauffassung über Landbesitz zwischen Indianern und Europäern.
Patroon David de Vries hatte sein Land auf Staten Island, Richmond County (New York), von den Raritan, einem Stamm der Lenni Lenape, regulär gekauft. Nach europäischer Auffassung besaß er nun die exklusiven Rechte zur Nutzung des Landes, die Indianer jedoch gingen davon aus, sie könnten weiterhin dort jagen. Ein anderer Streitpunkt waren die freilaufenden Schweine der Kolonisten, von denen die nicht eingezäunten Felder der Raritan verwüstet wurden. Manchmal wurden diese Tiere von den Indianern getötet und die Niederländer verlangten Schadenersatz für den Verlust.
1638 kam Willem Kieft als neuer Generaldirektor nach Neuamsterdam. Er hatte Instruktionen, die Disziplin, Ordnung und Moral in der jungen Kolonie wiederherzustellen und mehr Profit zu erwirtschaften. Kieft hatte wenig Gespür für den Umgang mit den Ureinwohnern und es gelang ihm binnen kurzer Zeit, eine feindliche Atmosphäre zu schaffen. Schon bald schickte er eine bewaffnete Truppe in die Tappan-Dörfer, um Steuern in Form von Mais und Wampum einzutreiben. Die Tappan waren bisher friedfertig gewesen, doch diese Behandlung durch die Holländer wollten sie nicht hinnehmen. Im Juli 1640 verschwanden einige Schweine von der De-Vries-Plantage und sofort wurden die Raritan als Täter verdächtigt. Später stellte sich allerdings heraus, dass die Schuldigen Niederländer waren. Kieft demonstrierte militärische Stärke und schickte im September 100 Soldaten zur Bestrafung der Raritan nach Staten Island. Mehrere Raritan wurden getötet, ein Sachem als Geisel genommen und die Leiche eines weiteren Häuptlings verstümmelt. Damit kam es zum ersten Krieg zwischen Niederländern und Indianern, der als Schweinekrieg in die Geschichte einging.
Die Raritan brannten als Vergeltung die De-Vries-Plantage nieder und töteten vier Landarbeiter. Kieft erklärte daraufhin den Ausrottungskrieg und bot ein Kopfgeld von 10 Faden Wampum für jeden Raritan-Kopf, der zu ihm nach Fort Amsterdam gebracht würde. Nur einige Metoac von Long Island, alte Feinde der Raritan, gingen auf das Angebot ein und brachten Gouverneur Kieft einen Kopf. Es ist aber nicht sicher, ob es wirklich der Kopf eines Raritan war. Die Raritan flohen nach New Jersey zu den anderen Lenni Lenape und damit war der Schweinekrieg beendet. Willem Kieft wurde 1647 wegen Erfolglosigkeit abgesetzt, nicht ohne noch großen Anteil am Wappinger-Krieg gehabt zu haben, der von 1643 bis 1645 andauerte und der im englischen Sprachraum seinen Namen trägt. Auf der Heimfahrt zurück in die Niederlande starb er beim Untergang seines Schiffes vor der Küste von Wales.
Siehe auch: Zeittafel der Indianerkriege